# Asztrahányi Kánság
Az Asztrahányi Kánság vagy Haszitarháni Kánság nomád tatár államalakulat volt Kelet-Európában, amely az Arany Horda részfejedelemségeként jött létre 1466-ban, majd 1502-től teljesen önállónak számított. Területe a Kaszpi-tenger északnyugati mellékén, a Volga folyó torkolat vidéke és a Tyerek folyó között terült el. Központja a mai Asztrahán volt. Uralkodói Dzsingisz kán unokájától, Tuka Temürtől származtatták magukat (megjegyzendő, hogy Temür apja Dzsocsi törvényes származását mindig is kétségbe vonták).
A kánság alapítója és első kánja Kücsük Mohamed. A kánság még több mint három és fél évtizedig elismerte legfőbb urának az Arany Horda nagykánját. A kánságot 1556-ban leigázta Rettegett Iván orosz cár.

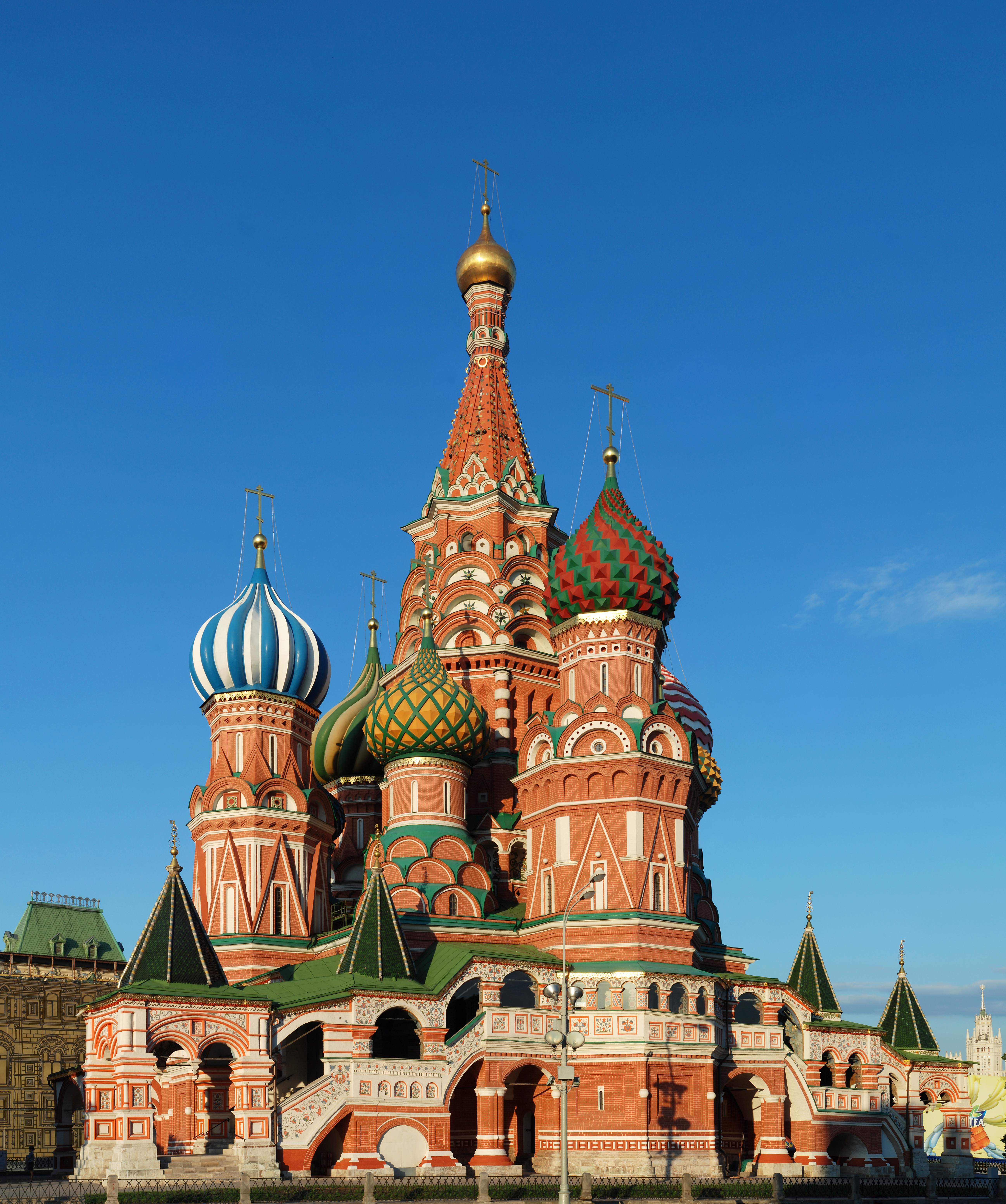
Kazany és Asztrahán meghódításának és a tatárok végleges legyőzésének emlékére emelt Boldog Vazul-székesegyház Moszkvában.

## Területe
A kánság a mai Asztraháni terület nagy részét foglalta magába, valamint az Alsó-Volga völgyét és a Volga-deltát és a folyó jobb partján elterülő sztyeppe egy részét a mai Kalmükföldön. Délkeleten a Kaszpi-tenger határolta, keleten a Nogaji Hordával volt határos, nyugaton a Krími Tatár Kánság részét képező Nogaji Tatár Kánság határolta. Déli határát a Tyerek folyó jelentette.
A térség már a kánság létrejöttét megelőzően fontos szerepet töltött be. Földje mindig is termékeny volt, az állattartásra pedig ideális legelők feküdtek erre. Észak-déli, valamint kelet-nyugati kereskedelmi útvonalak metszéspontján helyezkedett el, mely kereskedelem Perzsia és a Volga vidéke közt zajlott.

## Előtörténet
A türk nyelvű népek már a 6. században megjelentek a térségben. Első ízben a volgai bolgárok, majd a kazárok, sőt valószínűleg magyarok is. A mongol hódítás a 13. század első felében, még Dzsingisz kán idejében érte el a területet. A Mongol Világbirodalom felosztását követően az Arany Horda uralta a térséget egészen a 15. század közepéig. Az 1430-as évektől sorra jöttek létre az új kánságok az Arany Horda helyén, így Kazanyi (1438), a Krími (1441), az Asztrahányi (1466) és a Szibériai Kánság (1468).
Oroszország 1480-ban rázta le a tatár függőséget. Bár az Arany Horda utódállamai továbbra is zaklatták a Moszkvai Nagyfejedelemséget, azonban elfoglalni már nem tudták.

## A kánság története
A kánság történelméről kevés és pontatlan írásos forrás maradt fenn. A regnáló kánok uralkodásának időpontjai is sok esetben homályosak és tisztázatlanok. A történelmi adatok java része kimerül az egyes háborúkról, utazásokról és diplomáciai megbízásokról szóló feljegyzésekben. Ráadásul a kánság fővárosa Asztrahán, amit a tatárok eredetileg Haszitárhán-nak neveztek, mintegy 12 km-re feküdt arrébb a mai várostól (az eredeti várost ugyanis az oroszok lerombolták).
A kánság első évtizedei is teljesen bizonytalanok. Az Arany Horda még hivatalosan 1502-ig fennállott, ezért nem ismeretes, hogy az Asztrahányi Kánság mikor vált de facto függetlenné, milyen volt az első kánok befolyása, kikkel történt a hatalommegosztás, stb. Nagyon valószínű azonban, hogy a kánság számított a térség legfőbb rabszolgapiacának a korszakban.
A kánságról az első külföldi említés Ambrogio Contarini velencei diplomatától származik 1476-ból. A kánság szoros kapcsolatban volt a nogajokkal, a krími tatárokkal és a kaukázusi cserkeszekkel és a kabardokkal. Az oroszokkal 1532 körül kerültek diplomáciai kapcsolatba.
Rettegett Iván uralkodása alatt már egyre határozottabb expanziós politika folyt keleti és déli irányba a tatár fejedelemségek rovására. 1552-ben a cár le is igázta Kazanyt. Az orosz sikerek miatt Jamgurcsi asztrahányi kán megpróbált Moszkva felé orientálódni. Végül meggondolta magát és szakított ezzel a politikával. Ehelyett a Krími Kánsággal illetve a Nogaji Hordával törekedett szorosabb szövetségre, előbbiek esetében az Oszmán Birodalommal is próbált érintkezésbe lépni, mivel a krími kán a török szultán hűbérese volt.
Rettegett Iván ekkor 30 ezer fős sereggel hadjáratot intézett Asztrahány ellen és Jamgurcsi helyébe Dervis Alit ültette. Ali ellenben a krímiekkel (és a törökökkel) próbált szövetkezni (vagy csak ilyen gyanúba keverték ellenfelei), mire a cári csapatok visszatértek és elkergették a trónról. A várost lerombolták, a kánság megsemmisült és a rabszolga-kereskedelmet is felszámolták.
Asztrahán elfoglalása már sérteni kezdte az Oszmán Birodalom érdekeit, főleg mert Oroszország egyre közelebb került a Fekete-tengerhez. II. Szelim oszmán szultán épp ezért 1569-ben sereget küldött a régi kánság területére, hogy kiűzze az oroszokat és egy csatornát építsen ki, amely a Don folyót kötötte volna össze a Volgával, így az Oszmán Birodalom kiterjeszthette volna uralmát a Kaszpi-tengerig. Az orosz–török háború viszont katasztrofális vereséggel végződött Szelim számára.

## A kánság lakossága
Az orosz hódítás előtt a kánságot volgai tatárok és nogajok lakták. Bár mindkét csoport kipcsák-török etnikumú, de eltérő nyelvet beszél. A nogajok nyelvében erős az egyes kaukázusi nyelvek hatása.

## Gazdasága
A kánság nagy hasznot húzott a rabszolgakereskedelemből, illetve egyéb kereskedelmi ágazatokból. Az itteni kereskedők tranzitforgalmat bonyolítottak le Moszkva, Kazany, a Krím, Közép-Ázsia, a Kaukázus és Perzsia (a mai Irán) között. Fennállása elején nagyon fontos húzóágazat volt a kereskedelem, mivel az előnyös elhelyezkedésből adódóan az államnak nem is volt komolyabb versenytársa a térségben, így helyreállottak régi kereskedelmi útvonalakat Hvárezm, Buhara és Kazany irányába is.

## Társadalom és vallás
A kánság félig nomád, félig feudális berendezkedésű volt. Az ország élén a kán állt, alatta tartományurak (szultánok) voltak. A kisebb régiókat a bégek (bej) és murzák vezették, akik a katonai egységeket is irányították. A társadalom többi részét egyszerű közemberek alkották.
A kánság államvallása a szunnita iszlám volt. Az orosz hódítás után és az orosz telepesek érkezésével az ortodox kereszténység lépett elő domináns vallásként, az iszlám a kisebbségek vallása lett. A kalmükök révén később megjelent a buddhizmus is.